# Dyhia Chikhi
Dyhia Chikhi, née le 28 décembre 1990 à Freha, est une karatéka algérienne pratiquant le kumite,,.

## Palmarès
| Année | Compétition                                       | Lieu   | Résultat | Catégorie         |
| ----- | ------------------------------------------------- | ------ | -------- | ----------------- |
| 2009  | Championnats du monde de karaté juniors et cadets | Rabat  | 2e       | Kumite −53 kg     |
| 2010  | Championnats d'Afrique                            | Le Cap | 1re      | Kumite par équipe |
| 2011  | Jeux africains                                    | Maputo | 2e       | Kumite −50 kg     |
| 2011  | Jeux africains                                    | Maputo | 3e       | Kumite par équipe |
| 2011  | Jeux panarabes                                    | Doha   | 3e       | Kumite −50 kg     |

## Autres tournois
| Année | Compétition             | Lieu  | Résultat | Catégorie     |
| ----- | ----------------------- | ----- | -------- | ------------- |
| 2012  | Karate 1 Premier League | Paris | 3e       | Kumite −50 kg |